# دميترو كريسكيف
دميترو أيهوروفيتش كريسكيف (بالأوكرانية: Дмитро́ І́горович Кри́ськів) هو لاعب كرة قدم أوكراني ولد في 6 أكتوبر من عام 2000 في خاركيف في أوكرانيا، يلعب في مركز الوسط مع نادي شاختار دونيتسك الأوكراني ومنتخب أوكرانيا الأولمبي لكرة القدم.

## وصلات خارجية
- دميترو_كريسكيف على موقع اتحاد أوكرانيا (الإنجليزية)
- دميترو_كريسكيف على موقع قاعدة بيانات كرة القدم.إي يو (الإنجليزية)
- دميترو_كريسكيف على موقع Soccerway.com (الإنجليزية)